# Otto Wurmbach
Otto Wurmbach (* 8. Juni 1864 in Prinzenstein/St. Goar am Rhein; † 25. April 1940 in Berlin-Wilmersdorf) war ein deutscher Vizeadmiral der Kaiserlichen Marine.

## Leben
Wurmbachs Vater war Bergwerksdirektor in dem Erzbergwerk von Prinzenstein/St. Goar am Rhein. Nach seinem Abitur trat Otto Wurmbach am 16. April 1883 in die Kaiserliche Marine ein. Mit Patent zum 10. April 1889 zum Leutnant zur See befördert, war er ab Mitte August 1893 auf der Falke. Vorher war er ab Mitte März 1893 auf die Blücher kommandiert. Im August 1895 verließ er die Falke und wurde zur Verfügung des Inspekteurs der II. Marineinspektion gesetzt, kam dann im Winter als Wachoffizier und zeitgleich an die Marineschule kommandiert auf die Weißenburg. Am 13. April 1896 erfolgte seine Beförderung zum Kapitänleutnant.
Von November 1907 bis Ende Juni 1909 war er als Fregattenkapitän Kommandant der Fürst Bismarck. Als Kapitän zur See war er von Oktober 1909 bis September 1911 Kommandant der Prinz Heinrich. Zeitgleich war er Kommandant der Schiffsartillerieschule in Sonderburg. Anschließend war er bis September 1912 Kommandant der Lothringen.
Als Chef des Stabes der Marinestation der Nordsee wurde er am 8. März 1913 zum Konteradmiral und am 25. November 1916 zum Vizeadmiral befördert. Bis Dezember 1916 blieb er in dieser Position und wurde dann bis 6. Februar 1919 Inspekteur des Bildungswesens der Marine.
In seinem bei der Familie verwahrten Nachlass befinden sich u. a. ein Brief vom 3. Februar 1919 an das Reichsmarineamt, in dem Wurmbach sich kritisch mit der Personalführung auseinandersetzt und ein Bericht über die Zeit der Novemberrevolution, in dem er die aussichtslose Lage der Marineführung beschreibt und Einblick in die Verhandlungen und den Umgang mit den Kieler Räten gewährt. Am 17. März 1919 wurde er verabschiedet.
Er zog nach Sondershausen in Thüringen – seine Ehefrau stammte aus Rudolstadt in Thüringen. Später nahm er eine nicht näher bekannte Tätigkeit im Bergbaubetrieb in seinem Geburtsort Prinzenstein/St. Goar auf.
Ab 1899 war er mit Adolfine Helene Gertrud von Holleben (* 1866), Tochter des späteren Staatsrates Albert von Holleben, verheiratet.
Otto Wurmbach starb am 25. April 1940 im Alter von 75 Jahren in Berlin-Wilmersdorf. Die Beisetzung erfolgte auf dem Berliner Invalidenfriedhof. Das Grabmal ist nicht erhalten.